# Polites sabuleti
Polites sabuleti là một loài bướm thuộc họ Bướm nhảy. Nó được tìm thấy từ phía nam British Columbia và phía đông Washington, phía nam thông qua California và miền Bắc Arizona đến Baja California và phía đông đông nam Wyoming, trung bộ Colorado, và đông bắc New Mexico. Nó là một loài được du nhập đến Hawaii. Sải cánh dài 22–32 mm. Có một thế hệ với con trưởng thành bay từ tháng sáu-tháng tám ở nơi có cao độ cao. Có rất nhiều thế hệ từ tháng 3-tháng 10 ở phần phía nam của phạm vi của nó và ở độ cao thấp.
Ấu trùng ăn loài Cynodon dactylon, Poa pratensis, Distichlis spicata var. stricta, Eragrostis trichodes, Agrostis scabra, Festuca idahoensis, và Festuca brachyphylla. Con trưởng thành ăn mật hoa.

## Phân loài
- Polites sabuleti sabuleti (California)
- Polites sabuleti tecumseh (Grinnel, 1903) (California)
- Polites sabuleti chusca (Edwards, 1873)  (Arizona, California)
- Polites sabuleti margaretae Miller & MacNeill, 1969 (Baja California)
- Polites sabuleti ministigma Scott, 1981 (Colorado)
- Polites sabuleti alkaliensis Austin, 1987 (Nevada, eastern Washington)
- Polites sabuleti albamontana Austin, 1987 (Nevada)
- Polites sabuleti sinemaculata Austin, 1987 (Nevada)
- Polites sabuleti nigrescens Austin, 1987 (Nevada)
- Polites sabuleti basinensis Austin, 1987 (replacement name of Polites sabuleti pallida) (Nevada)
- Polites sabuleti aestivalis Emmel, Emmel & Mattoon, 1998 (California, southern Oregon)
- Polites sabuleti channelensis Emmel & Emmel, 1998 (California)